# Госьциняк, Станислав
Станислав Казимеж Госьциняк (пол. Stanisław Kazimierz Gościniak; 18 июля 1944, Познань) — польский волейболист, чемпион мира 1974 года. Волейбольный тренер, в 1986—1988 и 2003—2004 годах — главный тренер мужской сборной Польши.

## Игровая карьера
Волейболом начал заниматься в период обучения в техникуме авиационного моторостроения во Вроцлаве под руководством тренера Яна Сливки. В 17-летнем возрасте был принят в первую команду вроцлавской «Гвардии». В её составе дважды становился бронзовым призёром чемпионатов Польши (1964/65, 1965/66). С 1968 года играл за «Ресовию» из Жешува, с которой 4 раза (в сезонах 1970/71, 1971/72, 1973/74, 1974/75 годов) побеждал на чемпионатах Польши, был серебряным (1972/73) и бронзовым (1969/70, 1976/77) призёром национальных первенств, обладателем Кубка страны (1974) и финалистом Кубка европейских чемпионов (1972/73). 
Станислав Госьциняк выступал за юниорскую и молодёжную сборные Польши, а в 1965 году дебютировал в главной национальной команде. В её составе выиграл бронзу чемпионата Европы-1967, был участником Олимпийских игр в Мехико-1968 и Мюнхене-1972, чемпионата мира 1970 года и чемпионата Европы-1971.
В 1974 году завоевал золотую медаль на чемпионате мира и приз самому ценному игроку турнира. Несмотря на это не был включён в заявку польской сборной на Олимпийские игры в Монреале-1976, которые могли стать третьими в его карьере, в связи с тем, что тренер команды Хуберт Вагнер решил изменить тактическую схему. Всего в период с 1965 по 1974 год Госьциняк провёл 218 матчей за сборную Польши.

## Тренерская карьера
В 1977 году Станислав Госьциняк окончил Варшавскую академию физической культуры и стал работать в команде Студенческого спортивного союза из Ченстоховы. С ней связана практически вся тренерская карьера Госьциняка. В должности главного тренера «Ченстоховы» Госьциняк 4 раза приводил её к победе в чемпионате Польши (в 1990, 1994, 1995 и 1997 годах), а в 1998 году выиграл национальный Кубок.
В 1986—1988 годах возглавлял мужскую сборную Польши, в 1993 году завоевал серебряные медали со студенческой сборной на Универсиаде в Буффало.
После чемпионата Европы 2003 года вновь возглавил национальную команду, но после её неудачного выступления на Олимпийских играх в Афинах (поражение в 1/4 финала от бразильцев и итоговое 5-е место), Польским волейбольный союзом было принято решение не заключать с Госьциняком новый контракт.
В сезоне-2006/07 работал главным тренером команды второй лиги «Норвид» (Ченстохова), в дальнейшем занял в клубе должность тренера-координатора. С 2007 года работал генеральным менеджером юниорской сборной Польши (игроки 1989—1990 г. р.), в 2009 году был главным тренером этой команды.

## Награды и звания
- Золотой Крест Заслуги (25 мая 1995) — за заслуги в развитии физической культуры[6].
- Кавалерский крест ордена Возрождения Польши (13 декабря 2000) — за выдающиеся заслуги в деятельности по развитию польского спорта[7].
- Офицерский крест ордена Возрождения Польши (21 октября 2011) — за выдающиеся заслуги для польского олимпийского движения и спортивные достижения[8].
- В 2005 году Станислав Госьциняк был принят волейбольный Зал славы в Холиоке.